# 佐久真
佐久真（佐久眞、さくま）は琉球（沖縄県）の地名や苗字の一つ。

## 出自・語源
佐久真が深い関連がある

## 姓名
1. 尚真王代の安谷屋若松の子孫。初代は宜野湾親方正成。三司官や王妃を輩出し、北谷総地頭職となる。同姓の分家に、外間家・江田家・喜友名家の三家がある。章氏佐久真殿内を参照
2. 翁氏佐久真殿内